# Bäretswil
Bäretswil là một đô thị ở huyện Hinwil trong bang Zurich của Thụy Sĩ.